# Pinetop Perkins
Pinetop Perkins (vlastním jménem Joseph William Perkins) (7. července 1913 Belzoni, Mississippi - 21. března 2011 Austin, Texas) byl americký bluesový klavírista.

## Diskografie
- 1976: Boogie Woogie ***KiNG***
- 1977: Hard Again (Muddy Waters)
- 1988: After Hours
- 1992: Pinetop Perkins with the Blue Ice Band
- 1992: On Top
- 1993: Portrait of a Delta Bluesman
- 1995: Live Top (with the Blue Flames)
- 1996: Eye to Eye (with Ronnie Earl, Willie "Big Eyes" Smith and Calvin “Fuzz” Jones)
- 1997: Born in the Delta
- 1998: Sweet Black Angel
- 1998: Legends (with Hubert Sumlin)
- 1999: Live at 85! (with George Kilby Jr)
- 2000: Back On Top
- 2003: Heritage of the Blues: The Complete Hightone Sessions
- 2004: Ladies Man
- 2008: Pinetop Perkins and Friends
- 2010: Joined At the Hip (with Willie "Big Eyes" Smith)

## Fotogalerie

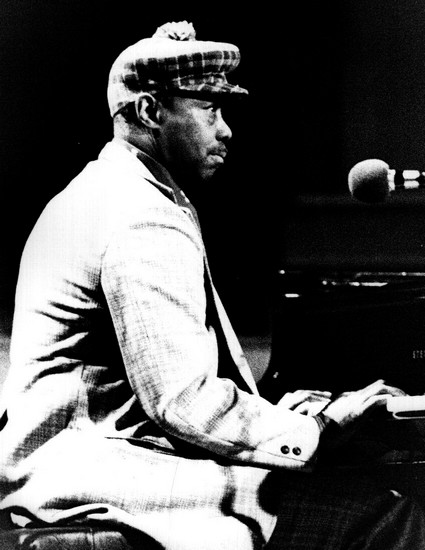
Pinetop Perkins v Paříži (Francie), 7. října 1976
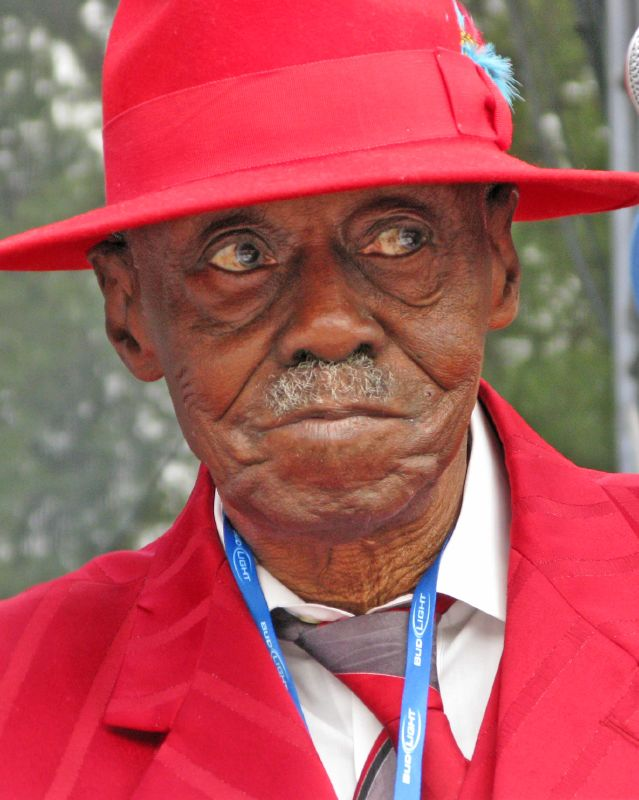
Pinetop Perkins na akci Santa Cruz Blues Festival, 2008